# Rut Bernardi

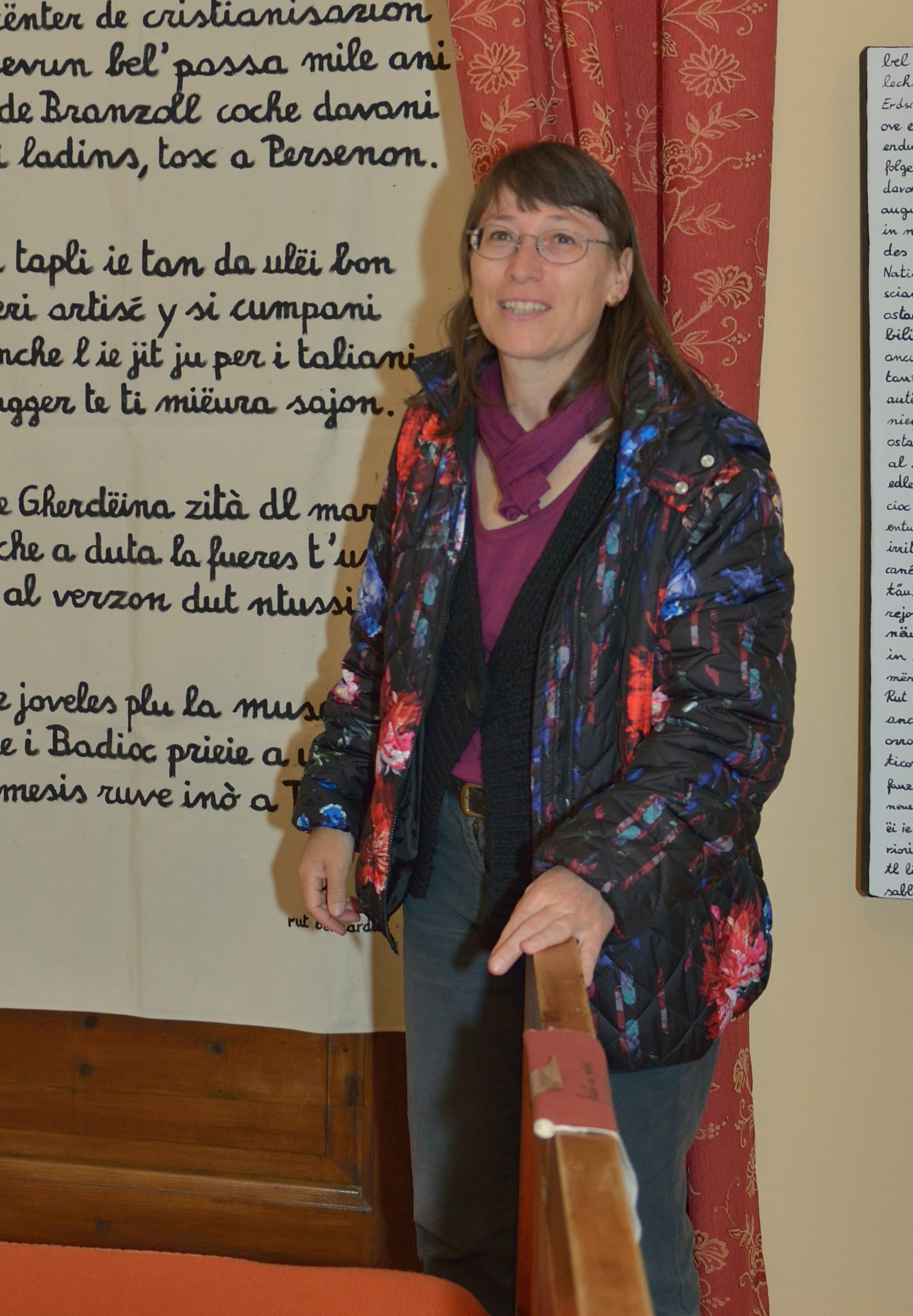
Rut Bernardi bei One night 4 (2014), einer Ausstellung im Hotel Pragser Wildsee

Rut Bernardi (* 1962 in St. Ulrich in Gröden) ist eine Südtiroler Schriftstellerin, Publizistin, Übersetzerin, Journalistin und Hörspielautorin, die in ladinischer, deutscher und italienischer Sprache publiziert.

## Leben
Geboren wurde Rut Bernardi in St. Ulrich in Gröden. Nach ihrem Studium der Romanistik an der Universität Innsbruck war sie als Lehrbeauftragte für Rätoromanisch, Redakteurin, Journalistin und Schriftstellerin tätig. Sie erhielt diverse Preise und Stipendien, darunter ein Jahresaufenthaltsstipendium des Österreichischen Bundesministeriums für Bildung, Wissenschaft und Kultur in Wien (2003). Sie lehrt an der Freien Universität Bozen/Brixen.

## Auszeichnungen
- 2004: Förderpreis Walther von der Vogelweide des Südtiroler Kulturinstituts
- 2016: Ehrenzeichen des Landes Tirol[2]
- 2021: Tacita Muta Preis für die ladinische Sprache an Rut Bernardi, Rom, am 21. Februar 2021 – UNESCO: Tag der Muttersprache[3]

## Werke
Ihre literarischen Werke – Dramen, Lyrik, Hörspiele und Kurzprosa – sind in der Sprache Grödens (Grödnerisch, gherdëina) oder zwei- bzw. dreisprachig verfasst. Zu den wissenschaftlichen Veröffentlichungen zählen u. a. Wörterbücher und Sprachlehrbücher verschiedener Dialekte des Ladinischen sowie ein Werk zur Geschichte der ladinischen Literatur.
Auswahl:
- Lëtres te n fol. Roman. Tluses, 1996. (grödnerisch).
- Gherlandes de sunëc/Sonettenkränze einschl. Audio-CD (60 Sonette). Studienverlag – Skarabäus, Innsbruck 2003, ISBN 3-7082-3111-2. (grödnerisch – deutsch).
- Ladin defin. In drei Akten. 2003. (grödnerisch).
- Nëus jon cun la ferata. 6 stories crimineles. 2 CDs. 2002. (6 ladinische Kriminalhörspiele).
- (Hrsg.) Dolomit. Ein Gipfelbuch. (Am Herzen Europas Bd. 9), Landeck, Gerald Kordoglu Nitsche – EYE Verlag der Wenigerheiten, 2007. (ladinische/deutsche/italienische Lyrik).
- mit Paul Videsott: Geschichte der ladinischen Literatur. 3 Bände. bu'press, Universität Bozen, 2013. ISBN 978-88-6046-060-8.
- Ladin te 2 menuc. Ladinisch in 2 Minuten. Ladino in 2 minuti. Union di Ladins de Gherdëina, Urtijëi 2020. ISBN 978-88-945824-2-0. (ladinisch/deutsch/italienisch).
- Totgeschwiegene Leben. Literarische Porträts. Raetia Verlag, Bozen 2021. ISBN 978-88-7283-767-2.
- De teles da giat. Union di Ladins de Gherdëina, Urtijëi 2024. ISBN 9 791281 167025 (grödnerisch).